# لمهارة
المهارة هي جماعة قروية في إقليم تارودانت بجهة سوس ماسة جنوب المغرب. وهي تضم 374 11 نسمة، حسب الإحصاء العام للسكان والسكنى لسنة 2014.

## دواوير الجماعة
- اگلي
- رزاگنة
- اگادير البور
- تاسوقت
- تزارت
- لوليجة
- شبايكة
- ايت معمر
- الحفاير
- بوغرداين
- تجويدات
- إزيد
- توراغت

## التعليم
قائمة المؤسسات التعليمية في المهارة:
- مجموعة مدارس المهارة (الدواوير: تريغت، لوليجة، زاوية ازيض، الشبيكة، ايت بويدو، توراغت)
- مجموعة مدارس اكيدار (الدواوير: اكيدار، أكشتيم نوفلا)
- مجموعة مدارس أيت لحسن أبراهيم (الدواوير: أيت لحسن أبراهيم، إزوكاطن، تكوزولت، اولاد معمر، إمي نتالات)
- إعدادية المهارة

## الثقافة
- مهرجان المهارة لكناوة والمنتوحات المحلية: هو مهرجان يساهم بالتعريف بمنطقة المهارة وبالمنتوجاتها الفلاحية التي تتميز بها، ويشهد هذا المهرجان عدة أنشطة موازية حيث يستضيف ندوات فكرية ومسابقات ثقافية ورياضية وتقام به معارض للمنتوجات الفلاحية المحلية طيلة أيام المهرجان. وكما يُعد مناسبة لعدة فرق موسيقية كناوية محلية ومن مناطق مجاورة من تارودانت وأولاد برحيل ومناطق أخرى لإبراز مواهبهم الموسيقية أمام الجمهور.[3]